# Deviezen

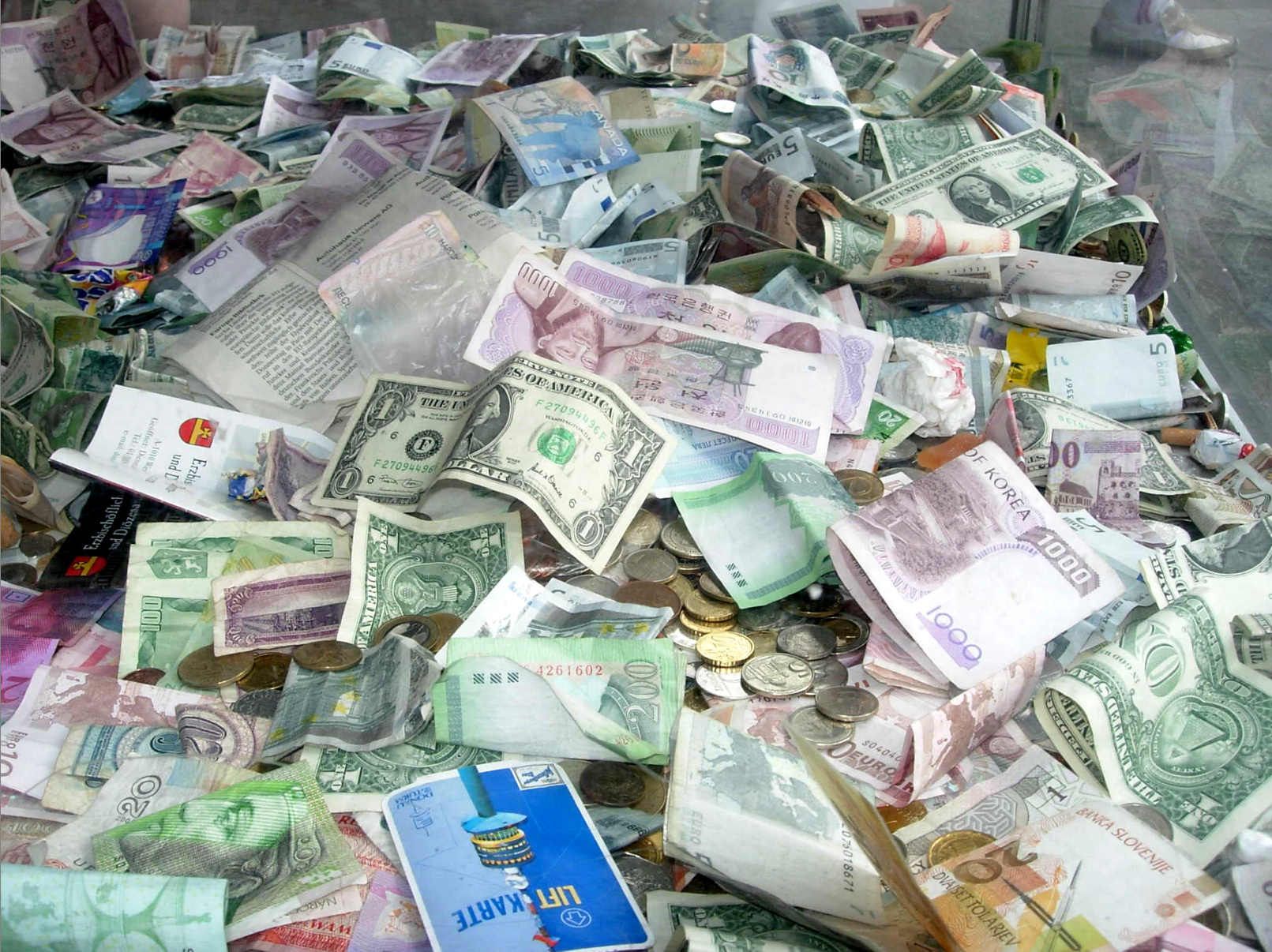
Valuta: belangrijk onderdeel van deviezen

Deviezen (het woord wordt in het meervoud gebruikt) is een verzamelterm voor geldswaarden die kunnen worden gebruikt in het internationale betalingsverkeer en waarmee schulden aan andere landen kunnen worden voldaan. Het meest bekend zijn vreemde valuta. Maar ook alle andere onmiddellijk opeisbare tegoeden in vreemde valuta worden tot de deviezen gerekend. 

## Overzicht
Soorten deviezen:
- convertibele (converteerbare) valuta: valuta die onbeperkt tegen alle andere valuta kunnen worden ingewisseld, zoals Amerikaanse dollars, euro's en de Japanse yen (er bestaan ook niet-convertibele valuta, in landen die restricties kennen voor de uitvoer van hun valuta, zoals enkele Afrikaanse landen)
- in vreemde valuta opgestelde schuldvorderingen op het buitenland die direct opeisbaar zijn, zoals buitenlandse saldi in rekening-courant en direct opeisbare deposito's in het buitenland
- buitenlandse waardepapieren die gemakkelijk om te wisselen zijn, dat wil zeggen: die internationaal goed als betaalmiddel worden geaccepteerd en op korte termijn zonder groot risico kunnen worden omgezet in convertibele valuta; voorbeelden zijn: op de effectenbeurs verhandelbare effecten, wissels, schatkistpapier en cheques in buitenlandse valuta;
- de onvoorwaardelijke rechten op het verkrijgen van deviezen bij het IMF, waarover de centrale bank van een land kan beschikken.

## Belang van deviezen
Een land heeft deviezen nodig om zijn import te kunnen betalen. Een land kan deviezen ontvangen door te exporteren.